# Шолак (Казахстан)
Шола́к (каз. Шолақ) — село у складі Конаєвської міської адміністрації Алматинської області Казахстану. Входить до складу Шенгельдинського сільського округу.
Населення — 13 осіб (2021; 55 у 2009, 98 у 1999, 104 у 1989).